# Virginia True Boardman
Pour les articles homonymes, voir Boardman.
Virginia True Boardman, née le 23 mai 1889 à Fort Davis, Texas (États-Unis), et morte le 10 juin 1971 à Hollywood (Californie, est une actrice américaine.

## Filmographie partielle
- 1911 : The Warrant
- 1922 : Le Forgeron du village
- 1922 : The Third Alarm d'Emory Johnson
- 1923 : Three Jumps Ahead
- 1923 : The Gunfighter de Lynn Reynolds
- 1924 : The Tomboy
- 1925 : Le Gardien du foyer (The Home Maker) de King Baggot
- 1929 : The Lady Lies de Hobart Henley
- 1932 : The Trial of Vivienne Ware : Timid Juror
- 1932 : The Penal Code : Mrs. Sarah Palmer
- 1932 : Sister to Judas : Mrs. Helen Ross
- 1933 : One Year Later : Molly's Mother
- 1933 : The Big Chance d'Albert Herman : Mrs. Wilson
- 1934 : Pardon My Pups de Charles Lamont : Mrs. Rogers
- 1934 : Managed Money : Mrs. George Rogers
- 1934 : The Road to Ruin de Dorothy Davenport et Melville Shyer : Martha Dixon
- 1934 : Whom the Gods Destroy : Housekeeper
- 1935 : Choose Your Partners
- 1936 : Woman Trap : Mrs. Emerson
- 1936 : The Crime Patrol : Mrs. Kay Neal
- 1936 : The Fugitive Sheriff (en) de Spencer Gordon Bennet : Mrs. Roberts
- 1936 : Brand of the Outlaws : Mrs. Matlock, Verna's Mother